# スタイルコーポレーション
株式会社スタイルコーポレーション（Style Corporation inc.）は、日本の東京都渋谷区に所在する芸能事務所。

## 事業
- 2000年1月5日設立。主にレースクイーンが多く所属しており、これまでに数多くのタレントを輩出してきた。
- 設立以来、スーパー耐久レースのイメージガールユニットをプロデュースしていることで知られる。また、撮影会を積極的に行う他、自社レーベル『STYLE JAPAN MUSIC』を立ち上げ、所属者のCDやDVDを多数制作・販売している。

### 所在地の変遷
- 東京都港区南青山6-11-1 スリーエフ南青山ビル9階（設立当時）
- 東京都渋谷区神泉町21-3 渋谷YTビル02 7階（2002年 - 2009年9月）
- 東京都渋谷区神泉町15-17 iフラット201（2009年10月 - 現在）

## 所属タレント
- 黒沢琴美（St.Cherish） - 現在は活動休止中
- 山崎みどり
- 渕脇レイナ（JUICY）
- 横部実佳（2009Weds Sportレースクイーン） - 現在はマネージャー業に専念中
- 有村亜加里（JUICY）
- 深月エミ
- 坂本麻衣（2009RAYBRIGレースクイーン）
- 森下まゆみ
- 桃川祐子（JUICY）
- 佐々木優（2008Weds Sportレースクイーン）
- 高橋千咲姫（2008Weds Sportレースクイーン、2009A-classメンバー）
- 徳永未遊
- 琴葉マリア（旧芸名「土屋彩」）
- 矢野めぐみ
- 真野淳子
- 西山未織（S＊CREW）
- 高橋莉江
- 葵ゆりか
- 渚未斗利
- 愛原涼
- 和泉杏奈
- 吉口加奈子
- 西山さやか
- かりや未紗
- 外城亜香里
- 美丘香
- 渡辺美乃里
- 渡瀬茜
- ペギー
- 黒澤恵里
- 永瀬よしみ
- 飯田みゆ
- 萌奈美
- 碧井翔子
- 大沢花南
- 大木優
- 日向かおり
- 胡南侑里
- 双月南那

### STYLE JAPAN MUSIC所属
- AZUKI（岬沙弥）

## かつて所属していたタレント
- 相沢沙頼
- 藍原ももよ（⇒ライムライト／「清宮百代」に改名）
- 相原りな
- 青木美樹
- 青山たまみ（⇒EBAプロダクション）
- 青山りな
- 秋山まい
- 朝倉ひさみ
- 浅見薫
- 浅野舞（⇒ワンエイトプロモーション）
- 飯田奈月（2011年2月退所）
- 五十嵐優花
- 伊藤友美
- 伊藤有里
- 石鍋しのぶ
- 伊勢真弓
- 今井優杏
- 宇田ゆき
- 内田亜紗子（⇒ベリーベリープロダクション⇒フリー⇒フェイスプランニング）
- 卯月咲（2010年3月退所）
- 榎木らん
- 遠藤ゆう
- 及川まきの
- 大沢こずえ
- 大鳥みゆき
- 小笠原美帆
- 小瀧絹恵
- おかだあゆみ（⇒フラワーエージェント⇒西口エンタテインメント）
- 小口亜紀
- 小田島ゆい
- 加藤綾乃
- 加藤恵美子
- 加藤紗里
- 上木真矢
- 神谷あん
- 河園彩
- かわいかおり（⇒イエローキャブ⇒引退）
- 川上若菜
- 川田明奈
- 工藤蘭
- 久保綾子
- 栗原亜紀子
- 栗原海（2010年4月退所）
- 小谷香世
- 小林麻衣（⇒T-Pistonz+KMCのメンバーとして活動後、脱退）
- 小林若葉
- 紺野由紀
- 佐伯美帆
- 佐々木綾美（⇒フォース・エージェント・エンターテイメント）
- 坂本静
- 咲元ゆみ
- 清水恵美
- 篠崎まゆ
- 白川きみよ
- 進藤茜
- 杉崎マイカ（⇒J-OFFICE）
- 澄谷薫
- 高橋純子
- たかひさともこ
- 竹内ひとみ
- 橘由夏
- 田中紫央
- 塚本麻里
- 坪水恵美
- 寺本祐香里
- 戸田奈々
- 豊嶋咲樹
- 直井美都子
- 永井薫
- 中川知映
- 中村純子（⇒J-OFFICE）
- 西中理絵
- 西野むつ美
- 橋本紗和（⇒JMO⇒フリー）
- 長谷山奈美
- 花井瑠美（⇒アリスプロジェクト⇒フリー）
- 林小百合
- 早瀬めぐ
- 晴菜あい
- 春名咲季
- 日向碧（⇒アウラ・エージェント）
- 日向美穂
- 廣岡舞
- 福原礼子
- 宝来もも子
- 堀内晶子
- 松浦華
- 松梨知果（⇒P-PRO Entertainment）
- みあ
- 三浦唯
- 水澤まゆき
- 水嶋マキ
- 水野桃子
- 宮本聖子
- 望月ユリカ（⇒石井光三オフィス／三条ユリーカに改名）
- 諸岡愛美（⇒パール⇒サンズエンタテインメント⇒休業）
- 矢野涼子（⇒六本木フェローズ）
- 山岡実乃里（S＊CREW）
- 山内智恵（⇒現：株式会社スプリング代表取締役社長）
- 山木まこ（⇒カートプロモーション）
- 山口由紀子
- 安枝瞳（⇒ワンエイトプロモーション）
- 山咲菜穂
- 山本恵理子
- 山本修（⇒華団株式会社）
- 山本渚
- 優希あこ
- 湯原さき
- 吉野明花
- 裕子
- 早稲田尚子

## ユニット

### 現在活動しているユニット
- JUICY（栗原海→桃川祐子、渕脇レイナ、有村亜加里、木村亜梨沙。2009年・2010年スーパー耐久イメージガール）
- S*CREW（西山未織、山岡実乃里、湯原さき→安枝瞳、吉口加奈子、胡南侑里、双月南那。2011年 - 2013年スーパー耐久イメージガール）

### かつて存在していたユニット
- Baccara Five （スーパーガールズ2001）
- moro☆star （スーパーガールズ2002）
- 大和撫子 （スーパーガールズ2003）
- 桜三世 （スーパーガールズ2004）
- 桜三世'05 （スーパーガールズ2005）
- St.Cherish （黒沢琴美、藍原ももよ。スーパーガールズ2006）
- Vanilla （スーパーガールズ2007）
- JEWEL（スーパーガールズ2008）
- AZURE （ingsイメージガール）
- tiara （2003年全日本GT選手権イメージガール）
- 嵐祭 -RANTZAI- （榎木らん、松梨知果。2003年JGTC上海ラウンドイメージガール）